# Universidade Federal de Ouro Preto

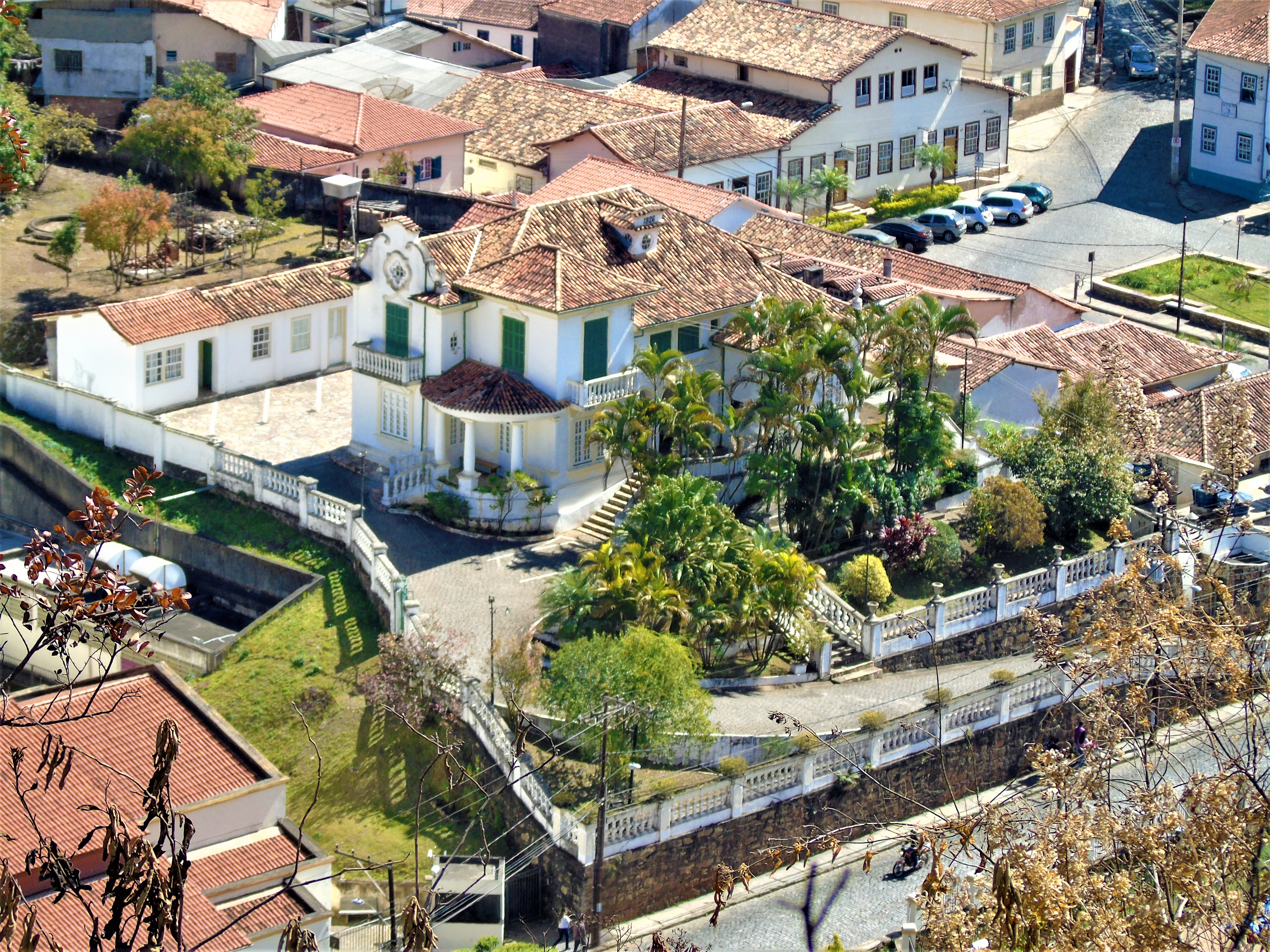
Rektorat der Universidade Federal de Ouro Preto

Die Universidade Federal de Ouro Preto (UFOP, dt. Föderale Universität von Ouro Preto) ist eine staatliche brasilianische Universität mit Sitz in Ouro Preto im Bundesstaat Minas Gerais. Sie hat derzeit auch Standorte in den Städten Mariana und João Monlevade, beide in Minas Gerais. Die Hochschule entstand am 21. August 1969 aus der Fusion zweier jahrhundertealter Hochschuleinrichtungen: der 1839 gegründeten Escola de Farmácia (UFOP) und der 1876 gegründeten Escola de Minas (EM). Heute ist sie eine der wichtigsten Universitäten in Minas Gerais und in Brasilien.

## Geschichte

### Vorgeschichte

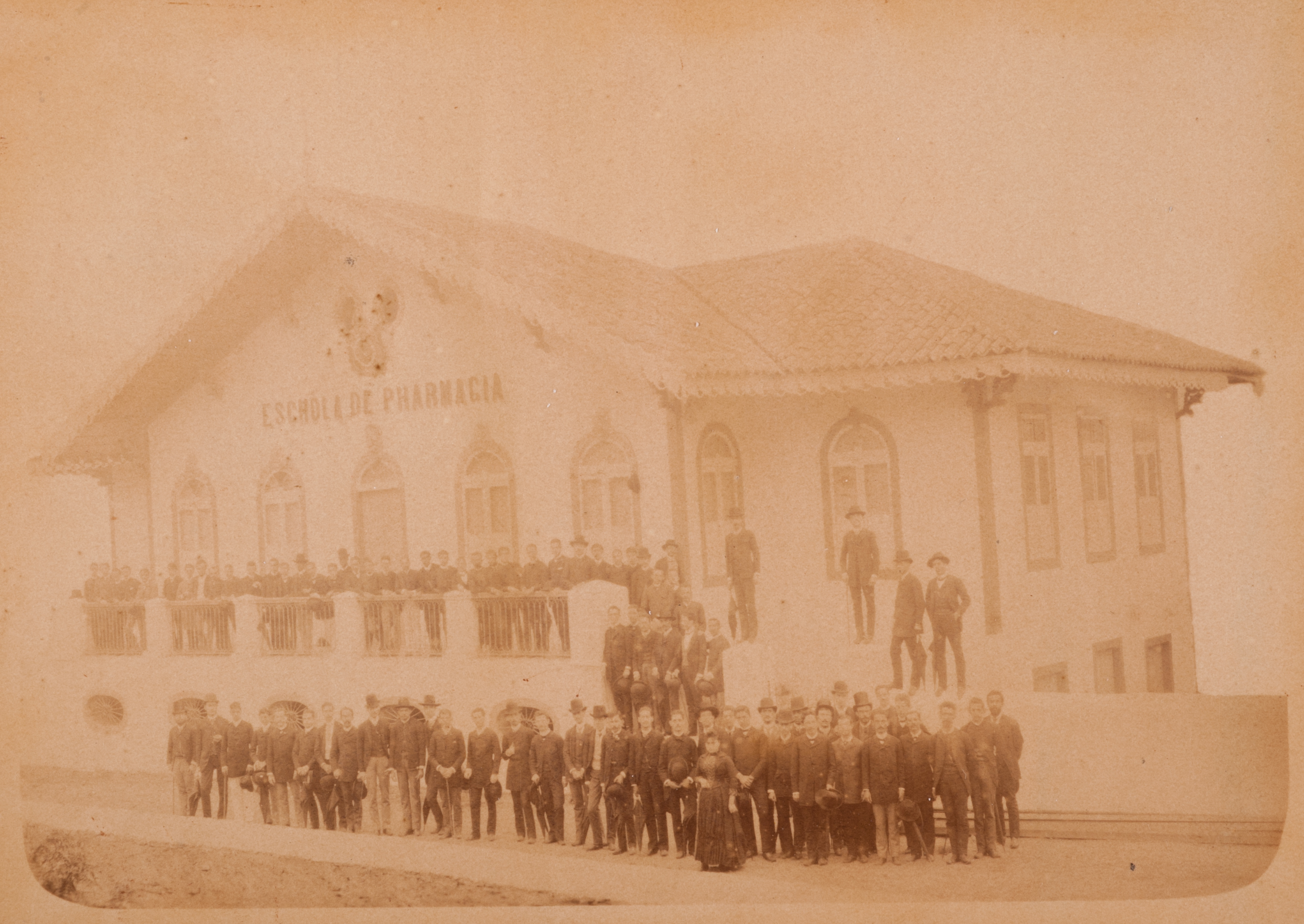
Hochschule für Pharmazie in Ouro Preto 1890

Die Escola de Farmácia (UFOP, dt. Hochschule für Pharmazie) in Ouro Preto wurde durch das Gesetz 140 von 1839 gegründet. Das Gesetz wurde von Stadtrat Bernardo Jacinto da Veiga, dem Präsidenten der Provinz Minas Gerais, gebilligt. Dies war der Beginn der pharmazeutischen Ausbildung in Brasilien, die es in der Kolonialzeit nicht gegeben hatte.

Seitenfassade der Bergbauschule in den 1910er Jahren

Im Jahr 1876 wurde in Ouro Preto eine weitere Einrichtung eröffnet: die Escola de Minas (EM, dt. Hochschule für Bergbau oder Bergbauschule). Sie wurde am 12. Oktober 1876 auf Ersuchen von Kaiser Dom Pedro II. offiziell eingeweiht. Ihr Gründer, der Wissenschaftler Claude Henri Gorceix, beschrieb die Stadt Ouro Preto wie folgt: „Auf einer sehr kleinen Fläche kann man die fast vollständige Reihe der metamorphen Gesteine verfolgen, die einen großen Teil des brasilianischen Territoriums ausmachen, und die gesamte Umgebung der Stadt bietet sich für fruchtbare und interessante mineralogische Exkursionen an“.

### Gründung durch Fusion
Am 21. August 1969 legte das Governo Federal (dt. Bundesregierung) per Gesetzesdekret 778 die beiden Schulen der Gemeinde zusammen und gründete die Bundesuniversität von Ouro Preto als Stiftung des öffentlichen Rechts. Seitdem hat sich die Universität durch die Einrichtung neuer Studiengänge und Studienorte ständig weiterentwickelt. Seit 1970 hat das Centro Desportivo da Universidade (CEDUFOP, dt. Sportzentrum der Universität) in Zusammenarbeit mit verschiedenen Studiengängen Aktivitäten entwickelt, aber erst 2008 wurde der Studiengang Educação Física (dt. Sportwissenschaften) im Rahmen des Programms zur Unterstützung der Umstrukturierungs- und Ausbaupläne der Bundesuniversitäten eingeführt.
1978 wurde der Studiengang Nutrição (dt. Ernährungswissenschaften) ins Leben gerufen, aber die Escola de Nutrição (dt. Schule für Ernährungswissenschaften) wurde erst 1994 auf dem Campus in Morro do Cruzeiro gegründet. 1979 wurde in der Stadt Mariana (MG) das Instituto de Ciências Humanas e Sociais (ICHS, dt. Institut für Human- und Sozialwissenschaften) gegründet. Es ist in dem Gebäude untergebracht, in dem sich früher das Priesterseminar Nossa Senhora da Boa Morte (dt. Unserer Lieben Frau vom Guten Tod) befand, und beherbergt heute die Studiengänge Geschichte, Sprachwissenschaften und Literaturwissenschaften sowie Pädagogik. Angesichts des Interesses der Gemeinschaft an den Künsten wurde 1981 das Instituto de Filosofia, Artes e Cultura (IFAC, dt. Institut für Philosophie, Kunst und Kultur) gegründet, das Abschlüsse in den Bereichen Darstellende Kunst, Musik und Philosophie anbietet.
Im darauf folgenden Jahr, 1982, wurde das Instituto de Ciências Exatas e Biológicas (ICEB, dt. Institut für exakte und biologische Wissenschaften) auf dem Campus Morro do Cruzeiro gegründet, das zunächst für die Grundstudiengänge der Bergbau-, Pharmazie- und Ernährungswissenschaften zuständig war. Heute deckt es auch die Grundstudiengänge Biowissenschaften, Mathematik, Informatik, Statistik, Physik, Chemie und industrielle Chemie ab. Auch die grundlegenden Disziplinen der Gesundheitsstudiengänge wie Medizin und Sport werden hier angeboten.

### 1990–2015
In den 1990er Jahren wurden an der UFOP fünf neue Studiengänge angeboten. Der erste war der 1993 gegründete Studiengang Rechtswissenschaften, der von der brasilianischen Anwaltskammer empfohlen und mit dem OAB-Siegel ausgezeichnet wurde. Im Jahr 1997 wurde in Ouro Preto der Studiengang Produktionstechnik eingerichtet. Derselbe Studiengang wurde 2001 auch in João Monlevade, im ICEA, eingerichtet. Ebenfalls an der Bergbauschule wurden 1999 der Studiengang Steuerungs- und Automatisierungstechnik und der Studiengang Umweltingenieurwesen eingerichtet. 1999 wurde der Studiengang Tourismus geschaffen, der nicht nur die Rolle der Universität in der Region stärkt, sondern auch eine Vision fördert, die auf eine integrierte und nachhaltige Entwicklung des Tourismusmarktes ausgerichtet ist. Eine weitere Errungenschaft war die Einrichtung eines Studiengangs in Museologie im Jahr 2008, dem ersten in Minas Gerais. Seine Aktivitäten werden auch in Morro do Cruzeiro durchgeführt. Am 21. Oktober 2013 wurden die drei Studiengänge Teil einer einzigen akademischen Einheit, der Escola de Direito, Turismo e Museologia (EDTM, dt. Fakultät für Recht, Tourismus und Museologie).
Im Jahr 2000 führte die Universität über das frühere Núcleo de Educação Aberta e a Distância (dt. Zentrum für offene und Fernstudien), das heutige Centro de Educação Aberta e a Distância (CEAD, dt. Zentrum für offene und Fernstudien), postgraduale und grundständige Fernstudiengänge ein, die 90 Städte in Minas Gerais, vier im Bundesstaat São Paulo und acht in Bahia umfassen. Derzeit werden folgende Studiengänge angeboten: Öffentliche Verwaltung, Geografie, Pädagogik und Mathematik.
Im Jahr 2002 eröffnete die Universität im Rahmen ihres Expansionsprozesses den fortschrittlichen Campus João Monlevade, auf dem die Studiengänge Informationssysteme und Produktionstechnik angeboten werden. Im Jahr 2009 wurde das Instituto de Ciências Exatas e Aplicadas (ICEA, dt. Institut für exakte und angewandte Wissenschaften) am Campus João Monlevade um zwei neue Studiengänge erweitert: Elektrotechnik und Computertechnik.
In Ouro Preto bietet die Escola de Minas nun zwei weitere Studiengänge an: Architektur und Städtebau sowie Maschinenbau, die beide 2008 eingerichtet wurden. Anfang 2013 wurde auf dem Campus Morro do Cruzeiro die Escola de Medicina (dt. Medizinische Fakultät) gegründet, die für den Studiengang Medizin zuständig ist. Der 2007 gegründete Studiengang, der neben dem Fachbereich Pharmazie betrieben wurde, verfügt nun über ein eigenes Gebäude.
Durch ihren Beitritt zum Reuni-Programm hat die UFOP eine weitere Einheit in der Stadt Mariana geschaffen, in der vier Studiengänge untergebracht sind: Verwaltung, Wirtschaftswissenschaften, Journalismus und Soziale Arbeit, die seit 2008 im Instituto de Ciências Sociais e Aplicadas (ICSA, dt. Institut für soziale und angewandte Wissenschaften) angesiedelt sind, wodurch der dortige Campus bereits durchschnittlich 800 Studenten hat.

### Seit 2015
Heute (Stand:2025) bietet die UFOP 51 grundständige Studiengänge an, von denen 47 als Präsenzstudium und vier als Fernstudium durchgeführt werden. Im Bereich der postgradualen Studiengänge bietet sie 24 akademische und acht berufliche Masterabschlüsse, 15 Promotionsmöglichkeiten und 10 Spezialisierungen an. Insgesamt gibt es mehr als 11.000 Studenten, rund 800 Mitarbeiter in der technischen Verwaltung und etwa 900 Professoren, darunter Festangestellte und Vertretungskräfte.

## Zentren, Schulen und Institute
Die Universität verfügt über 11 Akademische Einheiten, die sich nach der Reihenfolge ihrer Gründung verteilen:
- Escola de Farmácia – EFAR, Fakultät für Pharmazie (1839)
- Escola de Minas – EM, Fakultät für Bergbau (1876)
- Instituto de Ciências Humanas e Sociais – ICHS, Fakultät für Human- und Sozialwissenschaften (1979) – Mariana
- Instituto de Ciências Exatas e Biológicas – ICEB, Fakultät für Exakte- und Biowissenschaften (1982)
- Instituto de Filosofia, Artes e Cultura – IFAC, Fakultät für Philosphie, Kunst und Kultur (1994)
- Escola de Nutrição – ENUT, Fakultät für Ernährungswissenschaften (1994)
- Centro de Educação Aberta e a Distância – CEAD, Fakultät für offene und Fernstudien (2003)
- Instituto de Ciências Sociais Aplicadas – ICSA, Fakultät für angewandte Sozialwissenschaften (2008) – Mariana
- Instituto de Ciências Exatas e Aplicadas – ICEA, Fakultät für exakte und angewandte Wissenschaften (2009) – João Monlevade
- Escola de Medicina – EMED, Fakultät für Medizin (2012)
- Escola de Direito, Turismo e Museologia – EDTM, Fakultät für Rechtswissenschaften, Tourismus und Muselogie (2013)
- Escola de Educação Física – EEF, Fakultät für Sportwissenschaften (2019)

## Studiengänge, Fachbereiche und Hochschulverwaltungsorgane
Die Universität bietet 37 grundständige Studiengänge an und verfügt über 27 Fachbereiche.
Der Studiengang Pharmazie ist der älteste in Lateinamerika und einer der angesehensten des Landes. Er erhielt in allen Ausgaben der Nationalen Studentenleistungsprüfung Bestnoten: 2001, 2004 und 2007.
Der Studiengang Umwelttechnik, der von der Abteilung für Umwelttechnik der Bergbauschule angeboten wird, begann im Jahr 2000 und ist seit 2004 von der MEC anerkannt. Er ist der zweitälteste Studiengang für Umwelttechnik in Minas Gerais und hat bereits mehr als 150 Ingenieure ausgebildet. Sein Konzept zielt darauf ab, Fachleute mit einer ganzheitlichen Sichtweise auszubilden, die in der Lage sind, die technischen und sozio-ökologischen Aspekte von Ingenieurprojekten sowie die Nutzung und Verwendung von Umweltressourcen zu verstehen. Im Jahr 2011 wurde der Studiengang Umweltingenieurwesen zum zweiten Mal im Studentenführer von Editora Abril mit 4 Sternen (sehr gut) ausgezeichnet.
Der Fachbereich Rechtswissenschaften der UFOP bietet einen der am stärksten umkämpften Studiengänge im Auswahlverfahren an; im ersten Semester von 2012 kamen 128,9 Studenten auf einen Studienplatz. Er ist einer der renommiertesten rechtswissenschaftlichen Lehrstühle des Landes, der bei den Prüfungen der brasilianischen Anwaltskammer gute Ergebnisse erzielt. Im Jahr 2006 war er der einzige Studiengang, der 100 % seiner Studenten in der ersten Phase des Examens bestand.

## Repúblicas
Den Studenten der UFOP steht eine besondere Form der Unterbringung zur Verfügung, ein Modell, das es sonst nirgendwo in Brasilien gibt. Die überwiegende Mehrheit der repúblicas "federais" (REFOP, dt. „föderale“ Republiken) (öffentliche Häuser, die der Union gehören) und der repúblicas "particulares" (dt. private Republiken) (Privathäuser) in der Stadt Ouro Preto haben ein System zur Auswahl neuer Bewohner eingeführt, das als Batalha (dt. Kampf) bekannt ist.
Die „Batalha de vaga“ (dt. Kampf um die freie Stelle) besteht aus einer Bewertungsphase, in der die Kandidaten ihre Verantwortung für die República (vergleichbar mit den Studentenverbindungen Europas oder den Fraternities und Sororities im amerikanischen Raum) unter Beweis stellen müssen. Dieser Kampf ist entscheidend für den Fortbestand des Hauses und den Zusammenhalt der Bewohner. Durch ihre Arbeit sind die Studenten in der Lage, das historische Erbe zu bewahren, indem sie Spendenaktionen organisieren, die vollständig in die Instandhaltung und Verbesserung der Schwesternschaften investiert werden, damit die zukünftigen Studenten davon profitieren können. Oft helfen sie auch bei Maler- und Renovierungsarbeiten. Dies ist notwendig, da die Häuser nicht den Charakter von Unterkünften haben und die Universität viel Geld für ihre Instandhaltung ausgeben müsste, wodurch sie die Möglichkeit verliert, in die Qualität der Lehre zu investieren. Aus diesem Grund haben sich die Bewohner mit der Universität darauf geeinigt, dass sie ihre Bewohner selbst auswählen können und im Gegenzug für eine tadellose Instandhaltung der universitätseigenen Gebäude sorgen.
In den Repúblicas gibt es eine Hierarchie, die sich nach der Reihenfolge der Ankunft im Haus richtet. Die Hierarchie dient vor allem dazu, die Gruppe besser zu organisieren.
Die besondere Art und Weise, in der diese Verbindungen organisiert sind, hat jedoch in den letzten Jahren eine Reihe von Diskussionen über den autoritären Charakter des Auswahlverfahrens der Verbindungen ausgelöst. Im Jahr 2009 empfahl das Ministério Público Federal (dt. Bundesstaatsanwaltschaft) von Minas Gerais der Universität, objektive Kriterien für die Auswahl der neuen Bewohner anzuwenden und bedürftige Studenten zu bevorzugen, da subjektive Kriterien wie der sogenannte „Kampf“ der Studentengemeinschaft keinen uneingeschränkten Zugang zu den öffentlichen Wohnungen ermöglichen würden. Die Angelegenheit wird immer noch diskutiert. Trotz einiger Fortschritte, wie z. B. dem Verbot von „placas“ (dt. „Plaketten“) in repúblicas federais (dt. föderale Studentenwohnheime), werden weiterhin verschiedene rechtliche Sanktionen gegen propriedades federais (dt. Bundeseinrichtungen) verhängt, was zunehmend die Aufmerksamkeit der Medien auf sich zieht.

## Rektoren der Universität
| Name                               | Zeitraum                        |
| Antônio Pinheiro Filho             | August 1969 bis September 1971  |
| Orlando Magalhães Carvalho         | September 1971 bis Oktober 1971 |
| Geraldo Parreiras                  | Oktober 1971 bis Oktober 1975   |
| José Campos Machado Alvim          | Oktober 1975 bis Januar 1976    |
| Theódulo Pereira                   | Januar 1976 bis Juni 1979       |
| Antônio Fagundes de Sousa          | Juni 1979 bis Juli 1982         |
| Maurício Lanski                    | Juli 1982 bis Dezember 1984     |
| Fernando Antônio Borges Campos     | Dezember 1984 bis Dezember 1988 |
| Cristóvam Paes de Oliveira         | Dezember 1988 bis Dezember 1992 |
| Renato Godinho Navarro             | Dezember 1992 bis Dezember 1996 |
| Antônio Lima Bandeira              | Dezember 1996 bis Februar 1997  |
| Dirceu do Nascimento               | Februar 1997 bis Februar 2005   |
| João Luiz Martins                  | Februar 2005 bis Februar 2013   |
| Marcone Jamilson Freitas Souza     | Februar 2013 bis Februar 2017   |
| Cláudia Aparecida Marliére de Lima | Februar 2017 bis Februar 2021   |
| Cláudia Aparecida Marliére de Lima | Februar 2021 bis Februar 2025   |
| Luciano Campos da Silva            | Februar 2025 bis Februar 2029   |